# یوکو ماتسوگان
یوکو ماتسوگان (انگلیسی: Yoko Matsugane؛ زاده ۲۶ مهٔ ۱۹۸۲) یک مانکن ژاپنی است.